# Greensburg (Indiana)
Greensburg város az USA Indiana államában, Decatur megyében, melynek megyeszékhelye is. Lakosainak száma 12 312 fő (2020. április 1.).

## Népesség
A település népességének változása:
| Lakosok száma | 1202 | 11 492 | 12 312 |
|               | 1850 | 2010   | 2020   |